# Навас, Пака
Франсиска Ракель Навас Гардела (исп. Francisca Raquel Navas Gardela), более известная как Пака Навас (исп. Paca Navas; 23 марта 1883, Хутикальпа, Гондурас — 11 июля 1971, Сиэтл, США) — гондурасская журналистка, писательница и феминистка. Она основала первый феминистский журнал в Гондурасе и была членом первой суфражистской организации в стране. С мужем она провела большую часть своей жизни в изгнании из-за своих либеральных взглядов. Её самый продуктивный период в плане творчества пришёлся на время гватемальской ссылки с 1945 по 1951 год.

## Биография
Франсиска Ракель Навас Гардела родилась 23 марта 1883 года в Хутикальпе (департамент Оланчо, Гондурас), в семье Хосе Марии Наваса и Франсиски Гарделы де Наваса. В 1900 году она вышла замуж за адвоката, интеллектуала и журналиста Адольфо Миральду. Её муж был вовлечён в политику и решительно поддерживал либеральную оппозицию в своих работах, что привело к преследованию его семьи правительством Гондураса. Друг Наваса и соратник писательницы Рамон Амайя Амадор предложил ей укрыться в Ла-Сейбе и издавать газету «Costa Norte».
Таким образом, супруги переехали в Ла-Сейбу, где переносили долгое политическое изгнание её мужа. В 1935 году, чтобы помочь им свести концы с концами, Навас основала еженедельную газету «La voz de Atlántida» — издание, посвящённое панамериканским искусствам, литературе и науке. Он стал первым феминистским журналом в Гондурасе, охватывающим такие темы, как старение, домашнее насилие, инцест, изнасилование, бездомная молодёжь и подчинённое положение женщин.
2 февраля 1946 года группа суфражисток организовала «Панамериканское женское общество» (исп. Sociedad Femenina Panamericana) с президентом Олимпией Варела-и-Варелой и интеллектуалами Люсирой Хамеро де Мединой, Архентиной Диас-Лосано и Навас. 5 марта 1947 года они основали «Гондурасский женский комитет» (исп. Comité Femenino Hondureño), связанный с Межамериканской комиссией женщин), с целью получения политических прав для женщин. Они издавали журнал «Mujer Americana», который был третьим феминистским журналом страны после «Атлантиды» Навас и журнала под названием «Атенея» Кристины Эрнандес де Гомес. Его первый номер вышел в Эль-Прогресо в 1944 году. В 1947 году Навас представляла Гондурасский женский демократический союз (исп. Unión Democrática Femenina Hondureña) на Первом межамериканском конгрессе женщин в городе Гватемала. Там она представила Ассамблее тему политических заключённых и изгнанников Латинской Америки и осудила принудительное политическое изгнание 100 гондурасцев в течение 14 лет диктатуры Тибурсио Кариаса Андино.
Во время этой конференции Навас, будучи изгнанницей сама, жила в Гватемале под защитой её президента Хуана Хосе Аревало. Она пребывала здесь с 1945 по 1951 год во время Гватемальской революции. Рамон Амайя Амадор также нашёл убежище у неё в Гватемале. Пребывание в Гватемале ознаменовалось её самым продуктивным периодом в писательской деятельности, отчасти потому, что она могла публиковать свои работы. В 1947 году вышла книга её стихов «Креольские ритмы» (исп. Ritmos criollos), а в 1951 году — роман «Грязь» (исп. Barro), который фактически был написан в 1940 году, но был запрещён к публикации в Гондурасе. Действие в романе происходило в недавно созданном рабочем городе для сборщиков фруктов. В нём рассматривались проблемы, связанные с их переселением из традиционных деревень в целях улучшения условий труда, и ставился вопрос об эксплуатации национальной территории иностранцами.
Пака Навас умерла 11 июля 1971 года в Сиэтле (штат Вашингтон, США), во время визита к своей дочери.

## Избранные работы
- Креольские ритмы (исп. Ritmos criollos, 1947)
- Креольские ритмы (исп. Barro, 1951)
- Море капитала (исп. Mar de fondo)[4]
- Долина Оланчо (исп. Campiña olanchana)[4]
- Пути молчания (исп. Rutas de silencio)[4]
- Тёмная камера (исп. Cámara obscura)[4]
- Привлечь (исп. Atraídos)